# Elezioni europee del 2014 in Lituania
Le elezioni europee del 2014 in Lituania si sono tenute il 25 maggio.

## Risultati
| Liste  | Liste                                                            | Gruppo    | Voti      | %     | +/-   | Seggi | +/-     |
| ------ | ---------------------------------------------------------------- | --------- | --------- | ----- | ----- | ----- | ------- |
|        | Unione della Patria - Democratici Cristiani di Lituania (TS-LKD) | PPE       | 199.393   | 17,43 | 9,43  | 2     | 2       |
|        | Partito Socialdemocratico di Lituania (LSDP)                     | S&D       | 197.477   | 17,26 | 1,35  | 2     | 1       |
|        | Movimento dei Liberali della Repubblica di Lituania (LRLS)       | ALDE      | 189.373   | 16,55 | 9,19  | 2     | 1       |
|        | Ordine e Giustizia (TT)                                          | EFDD      | 163.049   | 14,25 | 2,03  | 2     | 0       |
|        | Partito del Lavoro (DP)                                          | ALDE      | 146.607   | 12,81 | 4,02  | 1     | 0       |
|        | Azione Elettorale dei Polacchi in Lituania (LLRA)                | ECR       | 92.108    | 8,05  | 0,37  | 1     | Stabile |
|        | Unione dei Contadini e dei Verdi di Lituania (LVŽS)              | Verdi/ALE | 75.643    | 6,61  | 4,74  | 1     | 1       |
|        | Partito dei Verdi di Lituania                                    | -         | 40.696    | 3,56  | nuovo | -     |         |
|        | Unione dei Nazionalisti Lituani (LTS)                            | -         | 22.858    | 2,00  | nuovo | -     | -       |
|        | Unione dei Liberali e di Centro (LiCS)                           | -         | 16.927    | 1,48  | 1,90  | -     | Stabile |
| Totale | Totale                                                           | Totale    | 1.144.131 |       |       | 11    | 1       |